# Kaomianjin
Le kaomianjin (chinois simplifié : 栲面筋 ; pinyin : kǎo miàn jīn) est un type de seitan grillé au barbecue et qu'on trouve communément en Chine du Nord. Il est servi saupoudré de piment et/ou badigeonné de sauce.